# Kitami
Kitami (北見市 Kitami-shi?) es una ciudad en la subprefectura de Ojotsk, Hokkaidō, Japón. Es la ciudad más poblada y el centro comercial de la subprefectura, aunque la capital subprefectural es Abashiri. Hasta el 30 de abril de 2017 la ciudad tenía una población de 119 135 habitantes y una densidad poblacional de 83 personas por km². Su área total es de 1427,56 km². La ciudad actual se formó 5 de marzo de 2006 cuando las villas de Rubeshibe, Tanno y Tokoro (todas del distrito de Tokoro) se fusionaron con la ciudad de Kitami.

## Geografía
Kitami está localizada cerca de las montañas Kitami al norte de la isla de Hokkaidō, al este de Sapporo, al oeste de Abashiri y al norte de Kushiro, en la costa del mar de Ojotsk.

## Economía
Kitami en un momento exportó menta (conocida localmente como hakka), suministrando el 70% del consumo mundial de menta.

## Clima
Kitami tiene un clima continental húmedo con inviernos fríos y veranos relativamente cálidos. El mes más frío es enero, con un mínimo promedio de −14.7 °C, y el mes más cálido es agosto, con un máximo promedio de 25 °C. La ubicación interior de Kitami crea un rango de temperatura mayor que algunas ciudades costeras. Debido a las montañas cercanas, el efecto del viento foehn ocurre en verano cuando los vientos predominantes son del sureste, por lo que Kitami a menudo tiene las temperaturas más altas en Hokkaido durante esta temporada y promedia aproximadamente 5 °C más que Kushiro. Los rastros de nieve caen todos los días durante el invierno y la cubierta es pesada, generalmente alcanzando un máximo de 0,82 metros, aunque Kitami aún recibe menos precipitación general que cualquier otra ciudad de Japón, ya que está protegida de la humedad más intensa tanto del mar de Japón y el océano Pacífico.
| Parámetros climáticos promedio de Kitami, Hokkaido (1981–2010) | Parámetros climáticos promedio de Kitami, Hokkaido (1981–2010) | Parámetros climáticos promedio de Kitami, Hokkaido (1981–2010) | Parámetros climáticos promedio de Kitami, Hokkaido (1981–2010) | Parámetros climáticos promedio de Kitami, Hokkaido (1981–2010) | Parámetros climáticos promedio de Kitami, Hokkaido (1981–2010) | Parámetros climáticos promedio de Kitami, Hokkaido (1981–2010) | Parámetros climáticos promedio de Kitami, Hokkaido (1981–2010) | Parámetros climáticos promedio de Kitami, Hokkaido (1981–2010) | Parámetros climáticos promedio de Kitami, Hokkaido (1981–2010) | Parámetros climáticos promedio de Kitami, Hokkaido (1981–2010) | Parámetros climáticos promedio de Kitami, Hokkaido (1981–2010) | Parámetros climáticos promedio de Kitami, Hokkaido (1981–2010) | Parámetros climáticos promedio de Kitami, Hokkaido (1981–2010) |
| Mes                                                            | Ene.                                                           | Feb.                                                           | Mar.                                                           | Abr.                                                           | May.                                                           | Jun.                                                           | Jul.                                                           | Ago.                                                           | Sep.                                                           | Oct.                                                           | Nov.                                                           | Dic.                                                           | Anual                                                          |
| -------------------------------------------------------------- | -------------------------------------------------------------- | -------------------------------------------------------------- | -------------------------------------------------------------- | -------------------------------------------------------------- | -------------------------------------------------------------- | -------------------------------------------------------------- | -------------------------------------------------------------- | -------------------------------------------------------------- | -------------------------------------------------------------- | -------------------------------------------------------------- | -------------------------------------------------------------- | -------------------------------------------------------------- | -------------------------------------------------------------- |
| Temp. máx. abs. (°C)                                           | 8.0                                                            | 7.9                                                            | 24.2                                                           | 32.2                                                           | 38.1                                                           | 34.2                                                           | 35.9                                                           | 37.0                                                           | 32.1                                                           | 27.7                                                           | 22.0                                                           | 14.5                                                           | 38.1                                                           |
| Temp. máx. media (°C)                                          | −2.9                                                           | −1.9                                                           | 2.9                                                            | 11.3                                                           | 17.6                                                           | 21.2                                                           | 24.3                                                           | 25.7                                                           | 21.3                                                           | 15.4                                                           | 7.5                                                            | 0.1                                                            | 11.9                                                           |
| Temp. media (°C)                                               | -8.5                                                           | -7.8                                                           | -2.4                                                           | 5.0                                                            | 10.9                                                           | 15.0                                                           | 18.7                                                           | 20.2                                                           | 15.8                                                           | 9.1                                                            | 2.1                                                            | -5.0                                                           | 6.1                                                            |
| Temp. mín. media (°C)                                          | −14.7                                                          | −14.1                                                          | −8.1                                                           | −0.7                                                           | 4.7                                                            | 9.7                                                            | 14.1                                                           | 15.8                                                           | 10.6                                                           | 3.4                                                            | −2.9                                                           | −10.6                                                          | 0.6                                                            |
| Temp. mín. abs. (°C)                                           | −30.1                                                          | −30.9                                                          | −24.3                                                          | −14.0                                                          | −4.8                                                           | −0.9                                                           | 3.4                                                            | 6.3                                                            | 0.3                                                            | −4.6                                                           | −16.3                                                          | −24.6                                                          | −30.9                                                          |
| Precipitación total (mm)                                       | 47.5                                                           | 32.4                                                           | 42.5                                                           | 47.6                                                           | 56.7                                                           | 57.3                                                           | 94.0                                                           | 113.2                                                          | 106.3                                                          | 69.0                                                           | 43.9                                                           | 49.4                                                           | 759.8                                                          |
| Nevadas (cm)                                                   | 119                                                            | 97                                                             | 101                                                            | 29                                                             | 3                                                              | 0                                                              | 0                                                              | 0                                                              | 0                                                              | 0                                                              | 17                                                             | 87                                                             | 453                                                            |
| Días de precipitaciones (≥ 1.0 mm)                             | 11.4                                                           | 9.6                                                            | 11.2                                                           | 10.1                                                           | 9.9                                                            | 9.0                                                            | 10.6                                                           | 10.2                                                           | 10.6                                                           | 9.1                                                            | 9.4                                                            | 10.8                                                           | 121.9                                                          |
| Días de nevadas (≥ 5 cm)                                       | 30.9                                                           | 28.2                                                           | 29.4                                                           | 6.3                                                            | 0.1                                                            | 0                                                              | 0                                                              | 0                                                              | 0                                                              | 0                                                              | 1.6                                                            | 20.1                                                           | 116.6                                                          |
| Horas de sol                                                   | 114.7                                                          | 128.6                                                          | 166.4                                                          | 164.9                                                          | 179.6                                                          | 167.7                                                          | 154.7                                                          | 155.3                                                          | 145.3                                                          | 155.0                                                          | 129.7                                                          | 115.6                                                          | 1777.5                                                         |
| Fuente n.º 1: Agencia Meteorológica de Japón                   |                                                                |                                                                |                                                                |                                                                |                                                                |                                                                |                                                                |                                                                |                                                                |                                                                |                                                                |                                                                |                                                                |
| Fuente n.º 2: Agencia Meteorológica de Japón                   |                                                                |                                                                |                                                                |                                                                |                                                                |                                                                |                                                                |                                                                |                                                                |                                                                |                                                                |                                                                |                                                                |

## Ciudades hermanas
Kitami está hermanada con:
- Elizabeth, Nueva Jersey, Estados Unidos;[9]
- Poronaysk, óblast de Sajalín, Rusia;
- Jinju, Corea del Sur;
- Barrhead, Alberta, Canadá;
- Kōchi, Japón;[10]
- Sakawa, Japón;
- Marumori, Japón;
- Ono, Japón.